# Франц Юлий фон Саксония-Лауенбург
Франц Юлий фон Саксония-Лауенбург (на немски: Franz Julius von Sachsen-Lauenburg, * 13 септември 1584 в Ратцебург, † 8 октомври 1634 във Виена) от род Аскани е принц от Саксония-Лауенбург.
Той е най-възрастният син на херцог Франц II (1547 – 1619) и втората му съпруга принцеса Мария фон Брауншвайг-Волфенбютел (1566 – 1626), дъщеря на херцог Юлий от Брауншвайг-Волфенбютел. Брат е на Юлий Хайнрих (1586 – 1665) и полубрат на Август (1577 – 1656), който след смъртта на баща му става 1619 г. херцог на Саксония-Лауенбург.
На 4 октомври 1619 г. той подписва с братята си в Лауенбург един наследствен договор. Той получава имението Хоф Анкер за живеене и годишна рента от 2500 имперски талери. Франц Юлий е като императорски камерхер в дворец Виена и император Фердинанд II му дава множество дипломатически мисии.
Франц Юлий умира вероятно от чума във Виена, без да остави наследник.

## Фамилия
Франц Юлий се жени на 14 май 1620 г. за Агнес (1592 – 1629), дъщеря на херцог Фридрих I фон Вюртемберг и Сибила фон Анхалт. Той има седем деца, които умират като деца:
- Франциска Мария (*/† 1621)
- Мария Сибила (1622 – 1623)
- Франц Фридрих (1623 – 1625)
- Франц Юлий (1624 – 1625)
- Йохана Юлиана (*/† 1626)
- Фердинанд Франц (1628 – 1629)
- Франц Лудвиг (*/† 1629)